# Cary Grant
Cary Grant, geboren als Archibald Alec Leach (Bristol, Engeland, 18 januari 1904 – Davenport, Iowa, 29 november 1986), was een Amerikaans acteur van Britse komaf. Hij eindigde als de op een na grootste mannelijke filmlegende volgens het American Film Institute, achter Humphrey Bogart.

## Biografie

### Jonge leven
Grant werd geboren in 1904 en was de zoon van Elias James Leach (1873-1935) en Elsie Maria Kingdon (1877-1973). Zijn moeder leed aan een depressie na de dood van een eerder kind. Toen hij negen jaar was, plaatste zijn vader zijn moeder in een psychiatrische inrichting en vertelde zijn zoon dat ze op een lange vakantie gegaan was en later zei hij dat ze overleden was. Pas toen Grant 31 werd, vertelde zijn vader, kort voor zijn eigen dood, dat Grants moeder nog steeds in leven was. Zijn vader was al hertrouwd toen hij tien was en voedde Grant niet verder op. Er is weinig bekend over zijn jeugdjaren en wie hem grootgebracht heeft.
Leach werd steltenloper en met een groep trok hij in 1920 naar de Verenigde Staten met de RMS Olympic voor een tournee van twee jaar. Na het einde van de tournee besloot hij om in Amerika te blijven. Op 26 juni 1942 werd hij Amerikaans staatsburger en veranderde zijn naam officieel in Cary Grant.

### Carrière

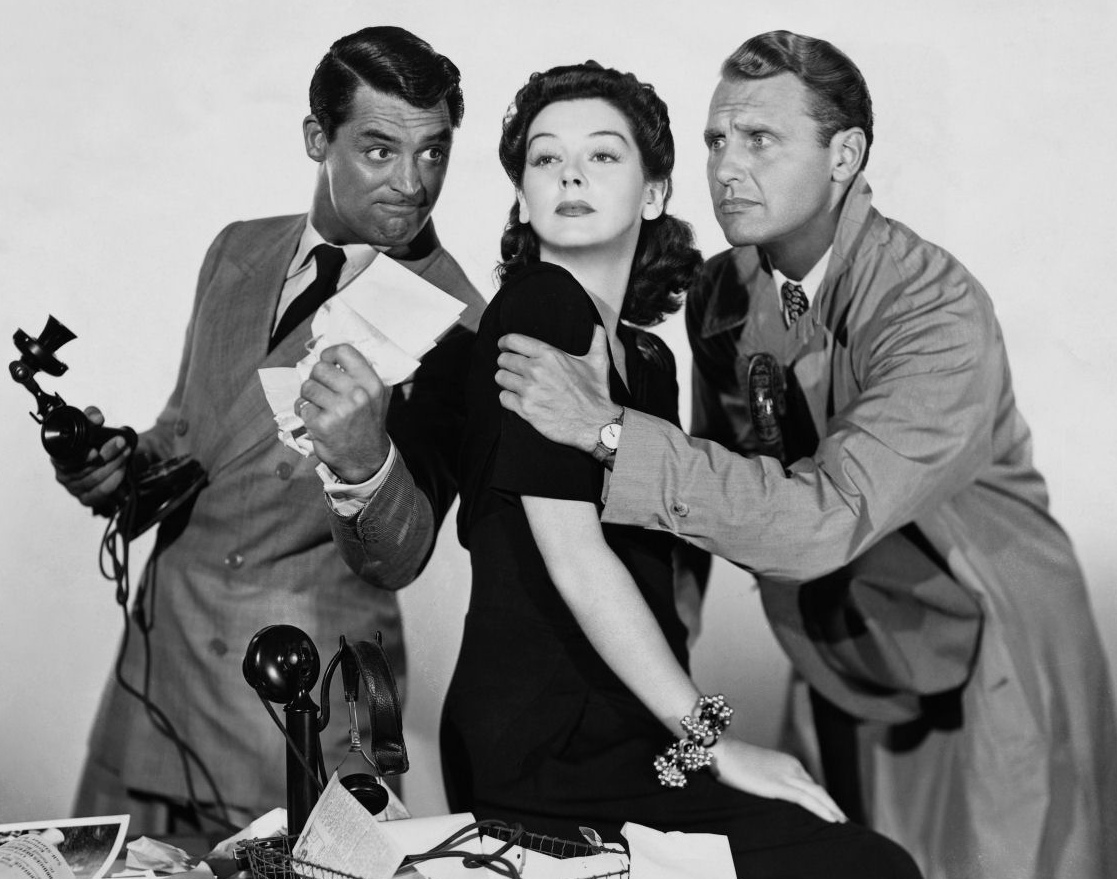
Grant, Rosalind Russell en Ralph Bellamy in een publiciteitsfoto voor His Girl Friday (1940)

Nadat hij in enkele musicals gespeeld had op Broadway trok hij in 1931 naar Hollywood. Er werd hem gevraagd een artiestennaam aan te nemen en hij stelde zelf Cary Lockwood voor, de naam van een personage dat hij gespeeld had. Hij tekende een contract bij Paramount Pictures die de naam Cary goedkeurden, maar Lockwood niet. Ze gaven hem een lijst van namen waaruit hij kon kiezen en daaruit koos hij Grant, omdat de initialen C en G het tot dan al goed gedaan hadden in Hollywood met Clark Gable en Gary Cooper.

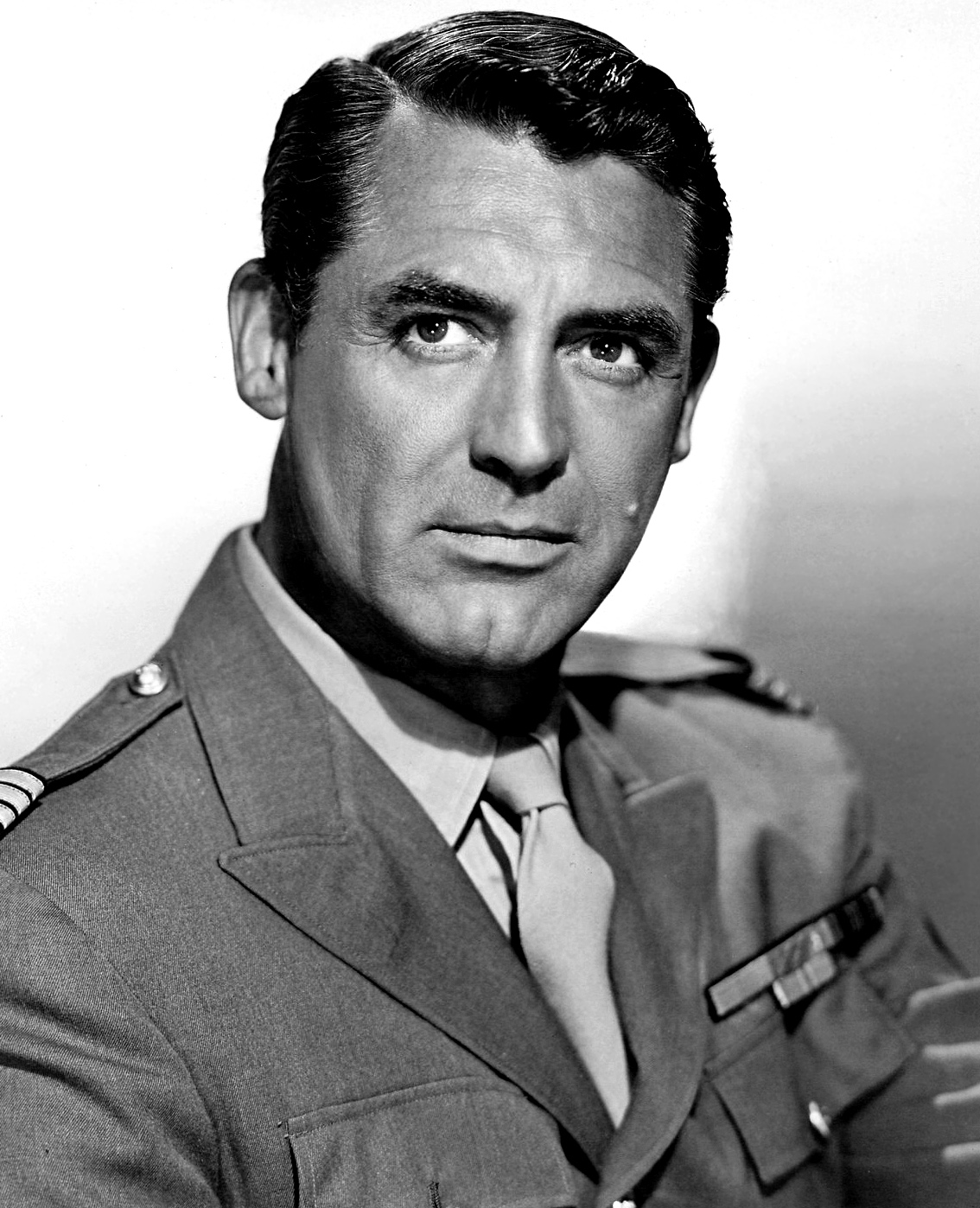
Cary Grant in 1949; de schoonheidsvlek op zijn wang liet hij een jaar later weghalen.

Grant maakte zijn filmdebuut in 1932 in de film This Is the Night. Hij speelde daarna met sterren als Tallulah Bankhead en Carole Lombard. In Blonde Venus had hij zijn eerste hoofdrol tegenover Marlene Dietrich. Zijn doorbraak kwam in 1933, toen hij naast Mae West speelde in de films She Done Him Wrong en I'm No Angel. Beide films waren grote successen en redden Paramount van het faillissement. Grant heeft later in interviews gezegd dat hij alles over acteren geleerd heeft van West. Paramount liet hem dan in enkele onsuccesvolle films spelen tot 1936, toen hij de overstap maakte naar Columbia Pictures.

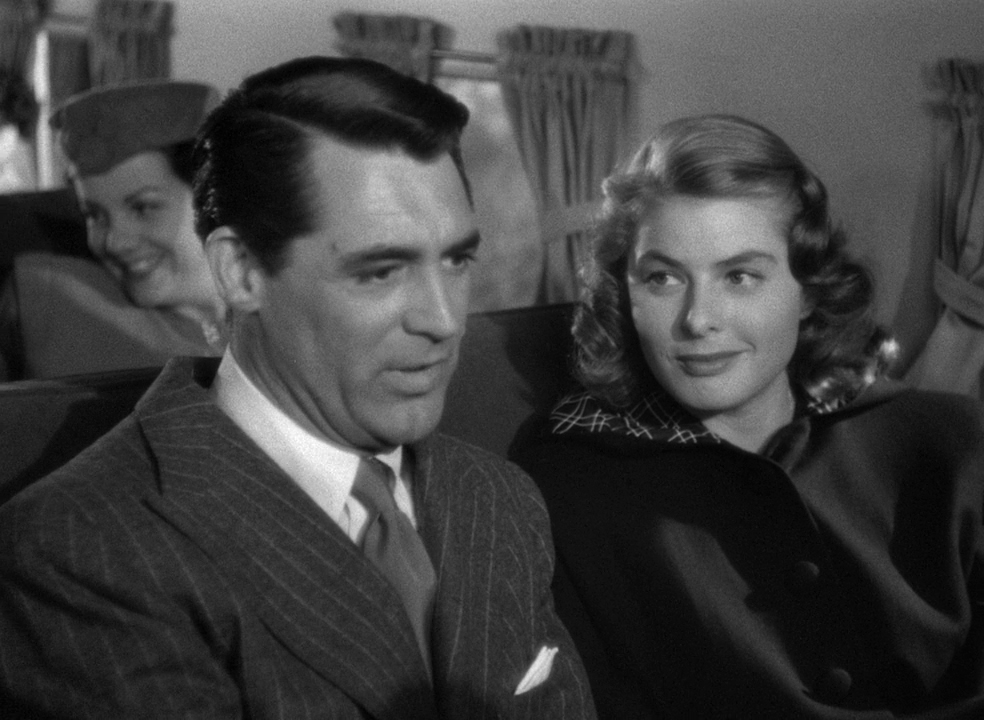
Met Ingrid Bergman in Alfred Hitchcock's Notorious (1946)

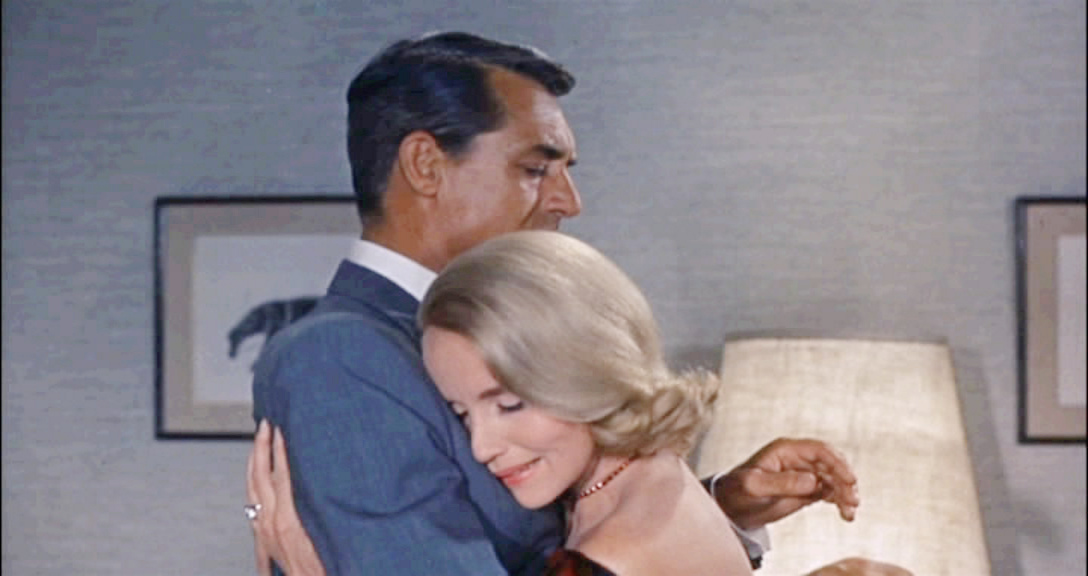
Met Eva Marie Saint in Hitchcock's North by Northwest (1959)

Met zijn charmante voorkomen maakte Grant vooral furore in romantische komedies. Een aantal daarvan maakte hij met Katharine Hepburn, waaronder Bringing Up Baby (regie: Howard Hawks) en The Philadelphia Story (regie: George Cukor). In 1941 speelde hij in Suspicion, zijn eerste film van Alfred Hitchcock. Grant was een favoriet acteur van Hitchcock en noemde hem de enige acteur waarvan ik mijn hele leven gehouden heb. Hij speelde ook in nog drie andere Hitchcock-klassiekers: Notorious (1946), To Catch a Thief (1955) en North by Northwest (1959).
Midden jaren vijftig richtte Grant zijn eigen productiebedrijf op, Granart Productions en produceerde een aantal films die gedistribueerd werden door Universal. Enkele bekende van deze films zijn Indiscreet (1958), Operation Petticoat (1959), That Touch of Mink (1962 met Doris Day) en Father Goose (1964). Producers Albert R. Broccoli en Harry Saltzman hadden aanvankelijk Cary Grant voor ogen om James Bond te spelen in de eerste Bondfilm Dr. No. Grant vond zichzelf echter te oud om deze rol overtuigend te kunnen spelen.
In 1963 maakte hij Charade met Audrey Hepburn. In 1965 vroeg Hitchcock hem nog voor de hoofdrol in Torn Curtain, maar Grant had besloten om na de film Walk, Don't Run in 1966 met pensioen te gaan. Paul Newman nam de plaats van Grant in tegenover Julie Andrews.
Grant was de eerste acteur die onafhankelijk werd en het studiosysteem verliet. De studio's bepaalden wat een acteur wel en niet kon doen en op deze manier kon Grant zelf zijn carrière bepalen, met ook wel het risico dat hij geen rollen zou krijgen. Hij besliste in welke films hij meespeelde en bepaalde vaak ook zijn tegenspelers en regisseurs. Hij onderhandelde zelfs over zijn deel van de filmopbrengst, wat in die tijd hoogst ongezien was. Zo kreeg hij 700.000 dollar voor zijn rol in To Catch a Thief, terwijl regisseur Hitchcock zelf slechts 50.000 dollar gekregen had.
In 1941 en 1944 werd hij genomineerd voor een Academy Award, voor respectievelijk Penny Serenade en None But the Lonely Heart maar de prijzen gingen naar Gary Cooper en Bing Crosby. Toen Peter Stone in 1964 de Oscar won voor beste originele scenario voor de film Father Goose zei hij in zijn bedankwoord dank aan Cary Grant die deze dingen blijft winnen voor andere mensen. In 1970 ontving hij een ere-Oscar voor zijn bijdrage aan de filmindustrie. In 1981 kreeg hij de Kennedy Center Honors.
Grant was 30 jaar lang een kassucces. Hij was een van de belangrijkste acteurs uit de filmgeschiedenis.

### Privéleven
Ondanks zijn charmante en gepolijste verschijning op het witte doek, verliep het privéleven van Grant minder gemakkelijk. Hij kon vijf huwelijken en vier scheidingen op zijn naam zetten.
Op de première van Blonde Venus in 1932 leerde hij zijn toekomstige eerste vrouw kennen, actrice Virginia Cherrill, met wie hij op 10 februari 1934 trouwde. Op 26 maart 1935 werd de scheiding uitgesproken. Cherril scheidde van Grant, omdat hij haar geslagen zou hebben. In 1942 trouwde hij met Barbara Hutton, erfgename van een onmetelijk fortuin en een van de rijkste vrouwen ter wereld. Hij werd ook een vaderfiguur voor haar zoon Lance Reventlow. Het echtpaar werd weleens spottend Cash and Cary genoemd, maar Grant had in de huwelijkse voorwaarden laten opnemen dat hij geen financiële regeling wilde in het geval van een scheiding. Het stel scheidde in 1945, maar ze bleven daarna vrienden voor het leven. Grant ontkende altijd dat hij voor het geld getrouwd was met Hutton.

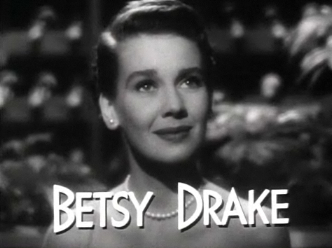
Betsy Drake in de trailer voor haar film me Grant, Every Girl Should Be Married (1948)

Op 25 december 1949 trouwde hij met actrice Betsy Drake, die hij op de filmset had leren kennen. Dit werd zijn langste huwelijk, het duurde tot 14 augustus 1962. Het koppel ging wel al in 1958 als vrienden uit elkaar. Door Drake gebruikte Grant LSD, toen nog een legale drug en vertelde later dat hij hierdoor innerlijke rust gevonden had.
Op 22 juli 1965 trok hij met de 33 jaar jongere Dyan Cannon naar Las Vegas om daar te trouwen. Op 26 februari 1966 werd zijn enige dochter, Jennifer Grant, geboren. Hij noemde haar meestal, zijn beste productie. Grant en Cannon scheidden in maart 1968.

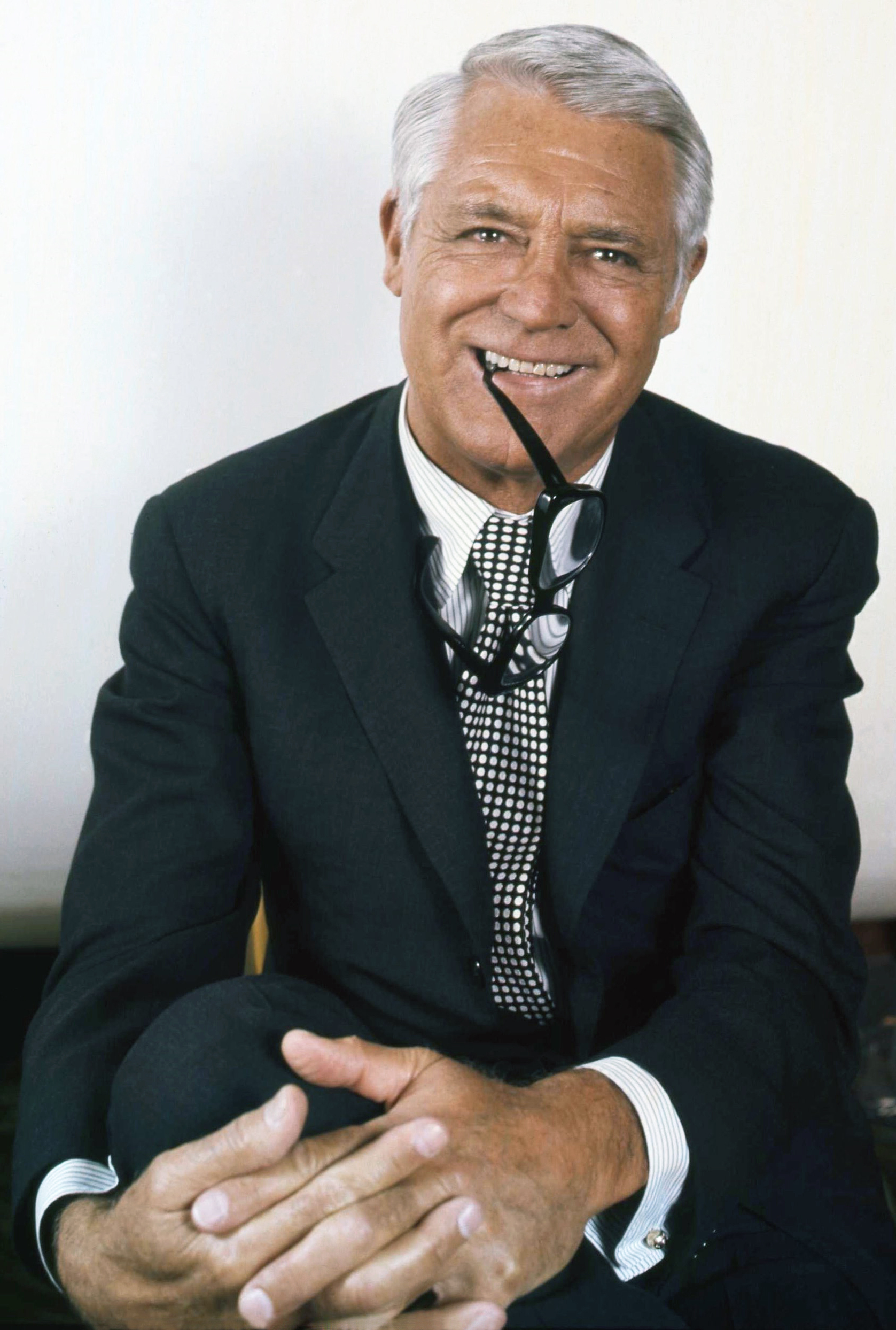
Grant op latere leeftijd

Op 11 april 1981 trouwde hij met de 47 jaar jongere Barbara Harris, met wie hij getrouwd bleef tot aan zijn dood in 1986.
In de jaren 30 deelde hij een huis met de acteur Randolph Scott. De geruchten dat ze een homoseksuele relatie zouden hebben, zorgden ervoor dat de filmstudio ze dwong apart te gaan wonen om een schandaal te voorkomen. Hoewel Grant altijd ontkend heeft biseksueel te zijn, bestaan er foto's met Scott die een homo-erotische ondertoon hebben. Volgens regisseur George Cukor (die drie films met Grant maakte) wilde Scott zijn relatie met Grant aan vrienden wel toegeven, maar weigerde Grant dit om zijn imago te beschermen. De meeste biografen van Grant komen tot de conclusie dat Grant op zijn minst biseksueel was, maar echte zekerheid is er niet. Zijn dochter Jennifer, haar moeder Dyan en zijn laatste vrouw Barbara ontkennen het in ieder geval.
In zijn laatste levensjaren trad hij nog op met een onemanshow, A conversation with Cary Grant. Hij bereidde zich voor op een show in Davenport toen hij een hersenbloeding kreeg, waaraan hij later overleed in het ziekenhuis.
In 1987 kreeg hij een opmerkelijk eerbetoon van acteur en scriptschrijver John Cleese, die de hoofdpersoon in zijn film A Fish Called Wanda (door Cleese zelf gespeeld) de naam Archie Leach gaf.

## Academy Awards
- 1942: nominatie voor Academy Award voor beste acteur voor de film Penny Serenade.
- 1945: nominatie voor Academy Award voor beste acteur voor de film None But the Lonely Heart.
- 1970: Ere-Oscar voor zijn "unieke beheersing van het acteren op het witte doek, met het respect en de affectie van zijn collega's".

## Filmografie

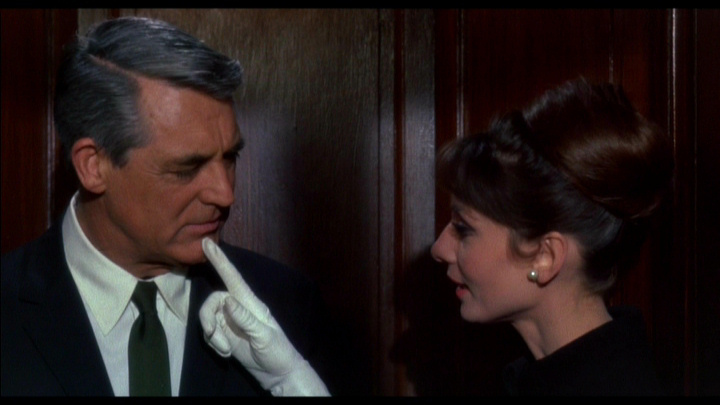
Met Audrey Hepburn in Charade (1963)

| - This Is the Night (1932) - Stephen - Sinners in the Sun (1932) - Ridgeway - Singapore Sue (1932) - Eerste zeeman (Niet op aftiteling) - Merrily We Go to Hell (1932) - Charlie Baxter 'DeBrion' - Devil and the Deep (1932) - Luitenant Jaeckel - Blonde Venus (1932) - Nick Townsend - Hot Saturday (1932) - Romer Sheffield - Madame Butterfly (1932) - Luitenant B.F. Pinkerton - She Done Him Wrong (1933) - Kapt. Cummings - The Woman Accused (1933) - Jeffrey Baxter - The Eagle and the Hawk (1933) - Henry Crocker - Gambling Ship (1933) - Ace Corbin - I'm No Angel (1933) - Jack Clayton - Alice in Wonderland (1933) - The Mock Turtle - Thirty Day Princess (1934) - Porter Madison III - Born to Be Bad (1934) - Malcolm Trevor - Kiss and Make Up (1934) - Dr. Maurice Lamar - Ladies Should Listen (1934) - Julian De Lussac - Enter Madame (1935) - Gerald Fitzgerald - Wings in the Dark (1935) - Ken Gordon - The Last Outpost (1935) - Michael Andrews - Sylvia Scarlett (1935) - Jimmy Monkley - Big Brown Eyes (1936) - Det. Sgt. Danny Barr - Suzy (1936) - Andre - The Amazing Quest of Ernest Bliss (1936) - Ernest Bliss - Wedding Present (1936) - Charlie - When You're in Love (1937) - Jimmy Hudson - Topper (1937) - George Kerby - The Toast of New York (1937) - Nicholas 'Nick' Boyd - The Awful Truth (1937) - Jerry Warriner - Bringing Up Baby (1938) - David - Holiday (1938) - John 'Johnny' Case - Gunga Din (1939) - Sgt. Archibald Cutter - Only Angels Have Wings (1939) - Geoff Carter - In Name Only (1939) - Alec Walker - His Girl Friday (1940) - Walter Burns - My Favorite Wife (1940) - Nick | - The Howards of Virginia (1940) - Matt Howard - The Philadelphia Story (1940) - C.K. Dexter Haven - Penny Serenade (1941) - Roger Adams - Suspicion (1941) - Johnnie Aysgarth - The Talk of the Town(1942) - Leopold Dilg - Joseph - Once Upon a Honeymoon (1942) - Patrick 'Pat' O'Toole - Mr. Lucky (1943) - Joe Adams aka Joe Bascopolous - Destination Tokyo (1943) - Kapt. Cassidy - Once Upon a Time (1944) - Jerry Flynn - Arsenic and Old Lace (1944) - Mortimer Brewster - None But the Lonely Heart (1944) - Ernie Mott - Night and Day (1946) - Cole Porter - Notorious (1946) - T.R. Devlin - The Bachelor and the Bobby-Soxer (1947) - Dick - The Bishop's Wife (1947) - Dudley - Mr. Blandings Builds His Dream House (1948) - Jim Blandings - Every Girl Should Be Married (1948) - Dr. Madison W. Brown - I Was a Male War Bride (1949) - Kapt. Henri Rochard - Crisis (1950) - Dr. Eugene Norland Ferguson - People Will Talk (1951) - Dr. Noah Praetorius - Room for One More (1952) - George 'Poppy' Rose - Monkey Business (1952) - Dr. Barnaby Fulton - Dream Wife (1953) - Clemson Reade - To Catch a Thief (1955) - John Robie - An Affair to Remember (1957) - Nickie Ferrante - The Pride and the Passion (1957) - Anthony - Kiss Them for Me (1957) - Cmdr. Andy Crewson - Indiscreet (1958) - Philip Adams - Houseboat (1958) - Tom Winters - North by Northwest (1959) - Roger O. Thornhill - Operation Petticoat (1959) - Lt. Cmdr. Matt T. Sherman - The Grass Is Greener (1960) - Victor Rhyall, Earl - That Touch of Mink (1962) - Philip Shayne - Charade (1963) - Peter Joshua - Father Goose (1964) - Walter Christopher Eckland - Walk, Don't Run (1966) - Sir William Rutland |

- Bibsys: 90853676
- Biblioteca Nacional de España: XX979408
- Bibliothèque nationale de France: cb11946784x (data)
- Catàleg d'autoritats de noms i títols de Catalunya: 981058528416906706
- Gemeinsame Normdatei: 118541536
- International Standard Name Identifier: 0000 0001 2148 7266
- Library of Congress Control Number: n50031212
- Nationale Bibliotheek van Letland: 000243698
- MusicBrainz: 3a7bfafe-7471-4f18-aacd-4ea535da3a98
- Bibliotheek van het Japanse parlement: 00620758
- Nationale Bibliotheek van Tsjechië: xx0084638
- Nationale bibliotheek van Australië: 35907561
- Nationale Bibliotheek van Israël: 987007427159205171
- Nationale Bibliotheek van Polen: a0000002366254
- Nederlandse Thesaurus van Auteursnamen: 07431324X
- Réseau des bibliothèques de Suisse occidentale: 02-A019099453
- SNAC: w69p40sb
- Système universitaire de documentation: 027423158
- Trove: 1140799
- Virtual International Authority File: 117414035
- WorldCat: E39PBJyX3PY4DMGdhTD79PCPcP